# San Alfonso, Puebla
San Alfonso är en ort i Mexiko.   Den ligger i kommunen Aquixtla och delstaten Puebla, i den sydöstra delen av landet, 130 km öster om huvudstaden Mexico City. San Alfonso ligger 2 352 meter över havet och antalet invånare är 327.
Terrängen runt San Alfonso är huvudsakligen kuperad, men åt nordost är den bergig. Runt San Alfonso är det ganska tätbefolkat, med 62 invånare per kvadratkilometer. Närmaste större samhälle är Chignahuapan, 16,3 km nordväst om San Alfonso. Trakten runt San Alfonso består i huvudsak av gräsmarker.